# 水府三
獵戶座72，又名BD+16 1060，HD 43153、SAO 95447、HR 2223，是獵戶座的一颗恒星，视星等为5.3，位于銀經194.51，銀緯-0.4，其B1900.0坐标为赤經6h 9m 39.1s，赤緯+16° -0.4′ 26″。